# Romannikowo
Romannikowo (ros. Романниково) – wieś w Rosji, w rejonie szeksnińkim obwodu wołogodzkiego. W 2010 r. liczyła 4 mieszkańców.